# لیگ چمپیونشیپ فوتبال ایرلند شمالی
لیگ چمپیونشیپ فوتبال ایرلند شمالی (انگلیسی: NIFL Championship) دومین لیگ معتبر فوتبال در کشور ایرلند شمالی است که در سال ۲۰۰۸ بنیان‌گذاری شده و زیر نظر اتحادیه فوتبال ایرلند شمالی برگزار می‌شود.